# Малая Ивановка (Ленинградская область)
Ма́лая Ива́новка (фин. Nikreus, Nikreuksenkylä) — деревня в Гатчинском муниципальном округе Ленинградской области.

## История
На «Топографической карте окрестностей Санкт-Петербурга» Военно-топографического депо Главного штаба 1817 года, обозначена как деревня Ивановская Нигреус или Акселева из 2 дворов.
Деревня Малая Ивановка из 3 дворов, упоминается на «Топографической карте окрестностей Санкт-Петербурга» Ф. Ф. Шуберта 1831 года.

ИВАНОВКА — деревня мызы Малотаицкой, принадлежит Квашнину-Самарину, титулярному советнику, число жителей по ревизии: 36 м. п., 34 ж. п. (1838 год)

Согласно «Топографической карте частей Санкт-Петербургской и Выборгской губерний» в 1860 году деревня Малая Ивановка состояла из 3 крестьянских дворов.

МАЛАЯ ИВАНОВКА — деревня владельческая при колодце, число дворов — 3, число жителей: 7 м. п., 7 ж. п.
(1862 год)

В 1872—1875 годах временнообязанные крестьяне деревни выкупили свои земельные наделы у графа П. А. Зубова и стали собственниками земли.
В 1879 году деревня Малая Ивановка насчитывала 3 двора.

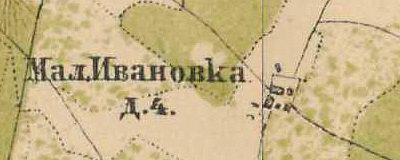
План деревни Малая Ивановка. 1885 год

В 1885 году деревня насчитывала 4 двора.
В конце XIX — начале XX века деревня административно относилась к Староскворицкой волости 3-го стана Царскосельского уезда Санкт-Петербургской губернии. Население деревни было однородным — финским.
К 1913 году количество дворов увеличилось до 16. Население деревни было исключительно финским.
Согласно данным переписи населения СССР 1926 года в деревне Малая Ивановка Таицкого сельсовета Староскворицкой волости Троцкого уезда проживал 71 человек, финны, русские и эстонцы.
По данным 1933 года деревня Малая Ивановка входила в состав Таицкого сельсовета Красногвардейского района.

План деревни Малая Ивановка. 1939 год

Согласно топографической карте 1939 года деревня насчитывала 18 дворов.
Деревня была освобождена от немецко-фашистских оккупантов 21 января 1944 года.
По данным 1966 и 1973 годов деревня Малая Ивановка находилась в составе Большетаицкого сельсовета.
По данным 1990 года деревня Малая Ивановка находилась в административном подчинении Таицкого поселкового совета.
В 1997 году в деревне проживали 33 человека, в 2002 году — 30 человек (русские — 84%), в 2007 году — 33.

## География
Деревня расположена в северной части района на автодороге 41К-500 (Спецподъезд № 1).
Расстояние до административного центра поселения, посёлка городского типа Тайцы — 3 км.
Деревня находится в 2,5 км к западу от станции Тайцы.

## Демография
| 1862 | 2007 | 2010 | 2017 |
| ---- | ---- | ---- | ---- |
| 14   | ↗33  | ↗43  | ↗60  |

### Национальный состав
Согласно данным Всероссийской переписи населения 2021 года в деревне проживали 85 человек, из них:
 русские — 83, гагаузы — 1, один человек национальность не указал.

## Предприятия и организации
- Почтовое отделение
- Школа

## Транспорт
От Тайцев и от Санкт-Петербурга до Малой Ивановки можно доехать на автобусе № 546.